# 兴凯湖农场
兴凯湖农场是一个位于中华人民共和国黑龙江省鸡西市密山市的农场，亦是黑龙江省农垦牡丹江管理局所属的一个农场。
兴凯湖农场位于兴凯湖东北岸，三面为中国俄罗斯国境，隔兴凯湖、松阿察河与俄罗斯相邻，辖区国境线长148km。为国营农场。总面积199万亩，耕地52万亩，湖面67.4万亩，人口1.4万人。2012年粮食总产36.38万吨，生产总值12.9亿元，人均纯收入19930元。场部驻地小湖岗。拥有凤凰德通用航空机场。

## 历史
始建于1955年，为北京市公安局五处直辖的劳改农场，是北京市公安局管辖的最偏远和最辽阔的劳改农场。1957年起，主要接受反右运动中被划出的右派分子，一些知识分子如音乐家莫桂新在此丧生。
1959年，第一次向国家交售商品小麦146万斤。
1960年代初期随着中苏交恶，犯人不再被送往中苏边境的兴凯湖劳改农场。
1967年，兴凯湖劳改农场解散，劳改人员转交由黑龙江省公安厅安置。
1968年6月，原兴凯湖农场进驻兵团，改为黑龙江生产建设兵团第四师第四十三团，用于接收文化大革命“上山下乡运动”中下放的知青。黑龙江省水产厅直属的兴凯湖水产养殖场划入，改编为独立第二营。此时，农场内部使用的粮票、布票还都是北京市发行的。
1975年12月兵团撤销，下放地方，改隶黑龙江省农垦总局牡丹江农场管理局领导至今。
1997年农场水稻种植面积已达100%。

## 行政区划
兴凯湖农场下辖以下单位：
兴凯湖场直社区、兴凯湖农场东风管理一区、兴凯湖农场东风管理二区、兴凯湖农场南岗管理一区、兴凯湖农场南岗管理二区、兴凯湖农场前卫管理区和兴凯湖农场望远管理区。